# Lijst van koningen van Sumer
De Soemerische koningslijst is een oud-Mesopotamische literaire tekst in het Soemerisch, die een overzicht geeft van de opeenvolgende koningen en hun heersende steden in Sumer en omgeving. De tekst beschrijft per dynastie welke stad het koningschap bezat, welke koningen regeerden en hoe lang hun regering duurde. In het vroege gedeelte van de lijst worden extreem lange regeerperiodes genoemd — soms tot wel 43.200 jaar — wat wijst op een mythisch karakter.
De oudste versies dateren uit de Ur III-periode (ca. 2100 v.Chr.) en zijn vermoedelijk gebaseerd op nog oudere Akkadische bronnen. In de bekendste versie, vastgelegd op het Weld-Blundell-prisma, begint de lijst met acht mythische koningen die voor de zondvloed regeerden over vijf steden, waaronder Eridu, Bad-tibira en Shuruppak. Deze periode zou in totaal 241.200 jaar hebben beslagen. Na de zondvloed "daalde het koningschap opnieuw neer uit de hemel" en vestigde zich eerst in Kish, waarmee het meer historische deel van de lijst begint.

### Dynastie Larsa 2025-1763 v.Chr.

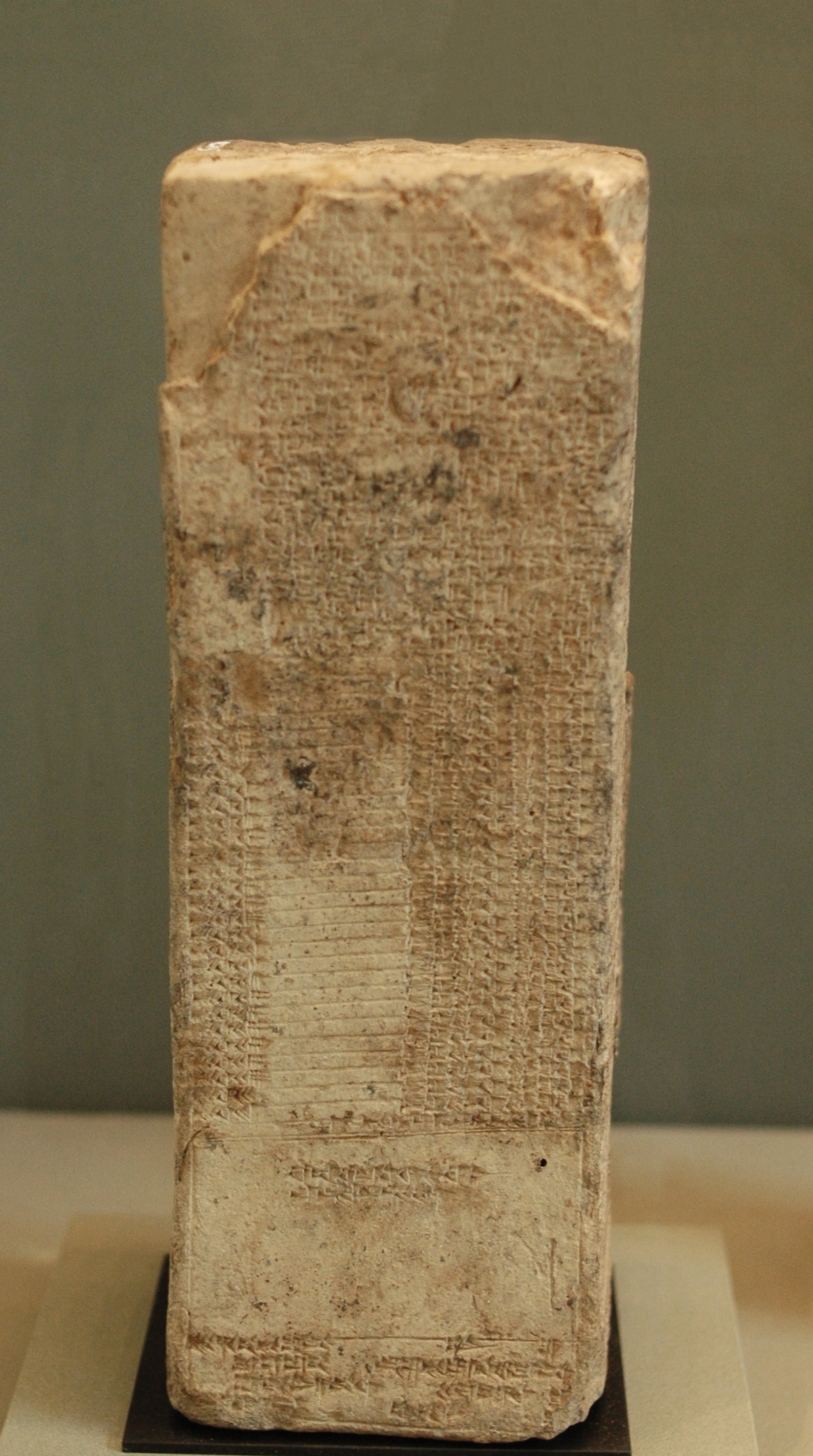
Lijst van de koningen van Larsa

## Opbouw en inhoud
De koningslijst kent een steeds herhaald patroon: een stad ontvangt het koningschap, er worden een of meerdere koningen genoemd met hun regeerduur, en vervolgens wordt vermeld dat de stad viel of het koningschap verloor aan een andere stad. De koningslijst volgt zo een cyclisch patroon van machtsoverdracht tussen steden zoals Kish, Uruk, Ur, Awan, Akshak, Mari en uiteindelijk Isin.
Enkele bekende figuren uit de lijst zijn:
- Dumuzid (de later vergoddelijkte Tammuz), genoemd onder de mythische koningen;
- Etana van Kish, "die naar de hemel steeg en alle landen verenigde";
- Enmebaragesi, de eerste koning uit de lijst die ook onafhankelijk epigrafisch is bevestigd;
- Gilgamesj van Uruk, bekend uit het gelijknamige epos;
- Kug-Bau, een herbergierster en vermoedelijk de enige vrouwelijke heerser op de lijst.

In totaal vermeldt de lijst meer dan honderd koningen, waaronder ook Sargon van Akkad en zijn opvolgers, de heersers van de derde dynastie van Ur (Ur III) en ten slotte de koningen van Isin. Sommige versies eindigen met een samenvatting van het aantal dynastieën, koningen en hun gezamenlijke regeerduur.